# Instituto Caro y Cuervo

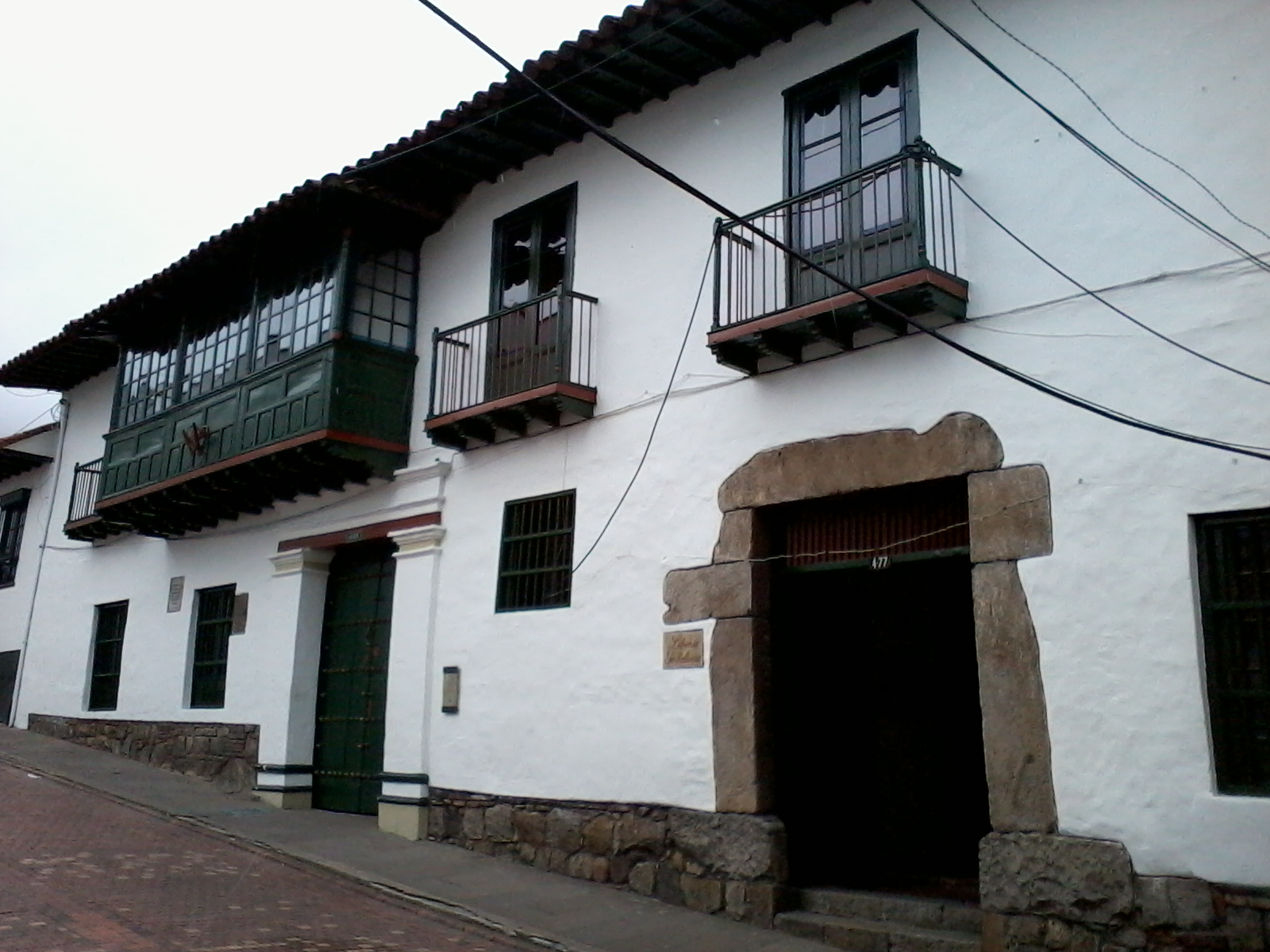
Geburtshaus von Rufino José Cuervo und heute Sitz des Instituto Caro y Cuervo in Bogotá

Das Instituto Caro y Cuervo ist ein kolumbianisches Forschungsinstitut für Literatur, Philologie und Linguistik mit Sitz in Bogotás Stadtbezirk La Candelaria. Dem Bogotaner Instituto Caro y Cuervo ist die sprachliche (und kulturelle) Erforschung des Spanischen in Kolumbien zu verdanken. Seine Aufgabe ist die Verbreitung einer literarischen Kultur in Kolumbien.
Das Institut veröffentlicht kritische Ausgaben insbesondere kolumbianischer Autoren. Namensgeber des Instituts sind der ehemalige kolumbianische Präsident, Wissenschaftler und Philosoph Miguel Antonio Caro (1843–1909) und der kolumbianische Schriftsteller Rufino José Cuervo (1844–1911).
Das Institut wurde 1942 durch ein Gesetz gegründet, das die Fortführung philologischer Untersuchungen fördert. Es wurde unter anderem das Diccionario de Construcción y Régimen de la Lengua Castellana (dt.: Wörterbuch des Aufbaus und Ordnung der kastilischen Sprache) oder von Rufino José Cuervo Disquisiciones Filológicas (dt.: Philologische Untersuchungen) herausgegeben.
1999 erhielt das Instituto Caro y Cuervo den Prinz-von-Asturien-Preis für Kommunikations- und Humanwissenschaften für das Diccionario de Construcción y Régimen de la Lengua Castellana, das Hauptwerk Rufino José Cuervos.

## Veröffentlichung
- Gioconda Marún: El Modernismo Argentino Incógnito en "La Ondina des Plata" y "Revista Literaria" (1875 - 1880), Publicaciones del Institute Caro y Cuervo XC, Santafé de Bogotá 1993.